# ناحیه رادکرسبورگ
ناحیه رادکرسبورگ (به آلمانی: Radkersburg District) یک شهرستان‌های اتریش و شهرستان و تقسیمات کشوری سابق در اتریش است که در اشتایرمارک واقع شده‌است. ناحیه رادکرسبورگ ۲۴٬۰۶۸ نفر جمعیت دارد.